# Vitória SC
A Vitória Sport Clube (vagy Vitória de Guimarães) egy 1922-ben alapított portugál labdarúgócsapat, melynek székhelye Guimarãesban található. A klub színei: fekete és fehér. Hazai pályájuk az Estádio D. Afonso Henriques, melynek befogadóképessége 30 165 fő.

## Sikerlista
- Portugál kupa
  - Aranyérmes (1): 2012–13
  - Ezüstérmes (6): 1941–42, 1962–63, 1975–76, 1987–88, 2010–11, 2016–17

- Portugál szuperkupa
  - Aranyérmes (1): 1988
  - Ezüstérmes (3): 2011, 2013, 2017

## Jelenlegi keret
2022. február 12-i állapotnak megfelelően.
| #  |     | Poszt | Név                                             |
| -- | --- | ----- | ----------------------------------------------- |
| 4  | CRO | V     | Toni Borevković                                 |
| 5  | POR | V     | Rafa Soares                                     |
| 6  | GHA | V     | Abdul Mumin                                     |
| 7  | POR | CS    | Ricardo Quaresma                                |
| 8  | POR | CS    | Rúben Lameiras                                  |
| 9  | BRA | CS    | Bruno Duarte                                    |
| 13 | POR | V     | André Amaro                                     |
| 14 | POR | K     | Bruno Varela                                    |
| 15 | GHA | KP    | Joseph Amoah                                    |
| 16 | POR | CS    | Rochinha ()                                     |
| 19 | COL | CS    | Óscar Estupiñán                                 |
| 20 | ANG | CS    | Nelson                                          |
| 22 | POR | KP    | Gui Guedes                                      |
| 23 | POR | V     | João Ferreira (kölcsönben a Benfica csapatától) |
| 28 | POR | V     | Sílvio                                          |
| 29 | CZE | K     | Matouš Trmal                                    |

| #  |     | Poszt | Név                                               |
| -- | --- | ----- | ------------------------------------------------- |
| 30 | GNB | KP    | Alfa Semedo                                       |
| 41 | CIV | KP    | Ibrahima Bamba                                    |
| 44 | POR | V     | Jorge Fernandes                                   |
| 61 | HUN | K     | Bencze Antal                                      |
| 62 | POR | V     | Miguel Maga                                       |
| 63 | POR | K     | Celton Biai                                       |
| 70 | POR | KP    | André Almeida                                     |
| 71 | POR | KP    | Luís Esteves                                      |
| 76 | POR | KP    | Tomás Händel                                      |
| 79 | POR | CS    | Herculano Nabian                                  |
| 88 | POR | KP    | Tiago Silva                                       |
| 91 | POR | V     | Hélder Sá                                         |
| 98 | FRA | KP    | Nicolas Janvier                                   |
| 99 | CPV | K     | Mário Évora                                       |
|    | ANG | V     | Bruno Gaspar                                      |
|    | MOZ | CS    | Geny Catamo (kölcsönben a Sporting CP csapatától) |

## Korábbi híres játékosok
| - Kamel Ghilas - El Arabi Hillel Szudani - Edmur - Paulinho Cascavel - Pedro Geromel - Edwin Congo - Etienne N'tsunda - Sebastian Svärd - Yves Desmarets - Dragóner Attila - Paíto - Marek Saganowski | - Bébé - Bruno Alves - César Peixoto - Dimas - Duda - Fernando Meira - Gregório Freixo - João Alves - Laureta - Neno - Nuno Assis - Nuno Capucho | - Paulo Bento - Pedro Barbosa - Pedro Mendes - Pelé - Silvino - Vieirinha - Vítor Damas - Vítor Paneira - Ivan Đurđević - Zlatko Zahovič - Fredrik Söderström - Selim Benachour |

## Fordítás
- Ez a szócikk részben vagy egészben  a   Vitória S.C. című angol Wikipédia-szócikk fordításán alapul.  Az eredeti cikk szerkesztőit annak laptörténete sorolja fel. Ez a jelzés csupán a megfogalmazás eredetét és a szerzői jogokat jelzi, nem szolgál a cikkben szereplő információk forrásmegjelöléseként.